# 계양 나들목
계양 나들목(Gyeyang IC)은 인천광역시 계양구 병방동과 용종동에 걸쳐 설치된 수도권제1순환고속도로의 22번 교차로이다. 개통 당시 명칭은 박촌 나들목이었으며, 2003년 10월 29일에 현재의 명칭으로 변경했다. 경명대로로 진출입이 가능하며, 고속도로 본선 상에 신호등이 설치되어 있다.

## 연혁
- 1992년 8월 20일 : 나들목 신설을 위해 인천도시계획시설 교통광장에 인천직할시 북구 병방동 일대를 박촌 나들목으로 고시[1]
- 1998년 10월 17일 : 1999년 12월까지 나들목 형식 변경으로 인해 인천광역시 계양구 용종동 ~ 병방동 1.48km 구간 도로구역 변경[2]
- 1999년 11월 26일 : 서울외곽순환고속도로 서운 ~ 김포 구간 개통에 따라 박촌 나들목으로 영업 개시[3]
- 2003년 10월 29일 : 계양 나들목으로 명칭 변경[4]
- 2005년 2월 1일 : 2007년까지 나들목 램프 차로 개량 공사를 위해 인천광역시 계양구 서운동 ~ 병방동 구간 도로구역 변경[5]

## 구조물 정보
1999년 11월 26일 개통할 당시에는 클로버형 입체 교차로로 건설되었으나 교차로 구조상 문제로 병목 현상 및 인근 지역에 상습 정체가 발생하면서 2005년부터 2007년까지 나들목 개량 공사에 착수, 지금과 같은 변형된 직결램프가 포함된 클로버형 입체 교차로로 개량되었다. 이 개량공사를 통해 서울외곽순환고속도로 고양 방향에서 인천 방향으로 이어지는 램프가 직결형이 되었으며, 인천 방향에서 서울외곽순환고속도로 성남 방향으로 이어지는 램프는 일산 방향 램프에서 분기된다.
- 위치: 인천광역시 계양구 병방동, 용종동
- 한국도로공사 인천지사: 인천광역시 계양구 경명대로 1322 (용종동)

## 접속하는 도로
- 경명대로
- 간접 연결 : 국도 제39호선 (벌말로, 박촌교삼거리 이용)